# 元陵站
元陵站（：／ Wolleung yeok */?）是位于韩国京畿道高阳市德阳区舟橋洞的一个铁路车站，属于首尔郊外线。

## 历史
- 1961年6月15日 - 落成使用。

## 车站周边
- 星沙高等学校

## 相鄰車站
韓国铁道公社
首尔郊外线
大井－元陵－三陵